# Amphiclasta lygaea
Amphiclasta lygaea là một loài bướm đêm thuộc họ Geometridae và là loài duy nhất thuộc chi Amphiclasta. Nó được tìm thấy ở Úc.

## Hình ảnh

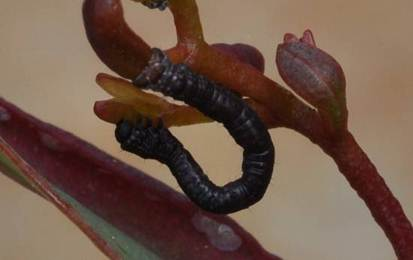
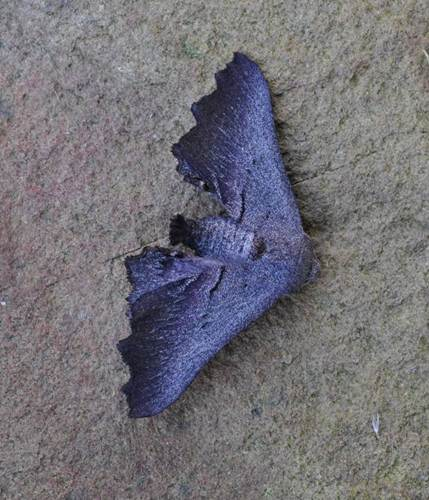
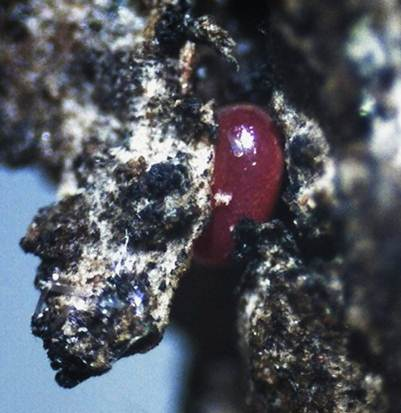
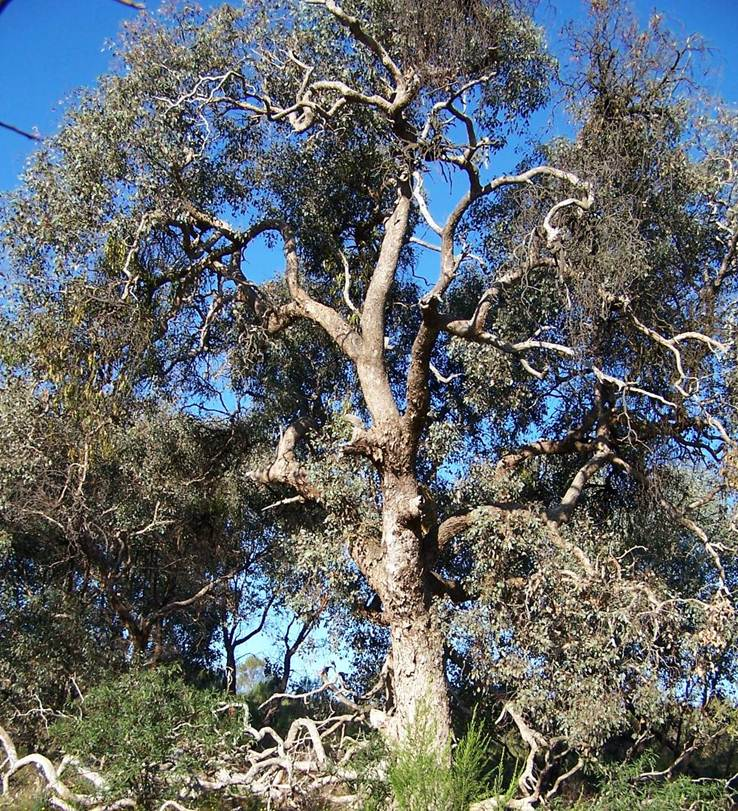